# FK Šumadija Jagnjilo
FK Šumadija Jagnjilo, serb.: ФК Шумадија Јагњило – serbski klub piłkarski z miejscowości Jagnjilo. Został utworzony w 1962 roku. Obecnie występuje w Srpska Liga Beograd.